# プロキオンステークス
プロキオンステークスは、日本中央競馬会 (JRA) が京都競馬場で施行する中央競馬の重賞競走（GII）である。
競走名の「プロキオン(Procyon)」は、こいぬ座のアルファ星。シリウス・ベテルギウスとともに「冬の大三角」を形作る恒星。
正賞は地方競馬全国協会理事長賞。

## 概要

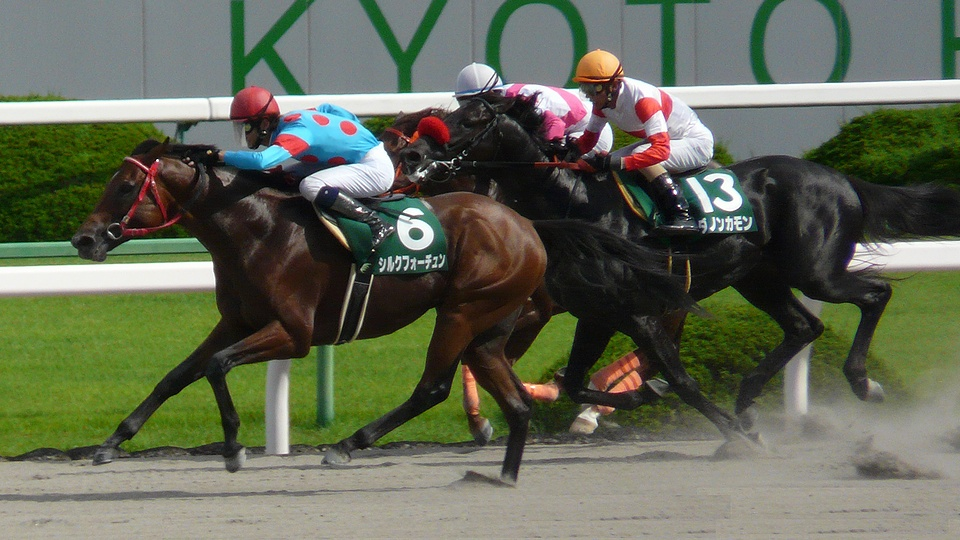
第16回プロキオンステークス（2011年7月10日）
優勝馬：シルクフォーチュン

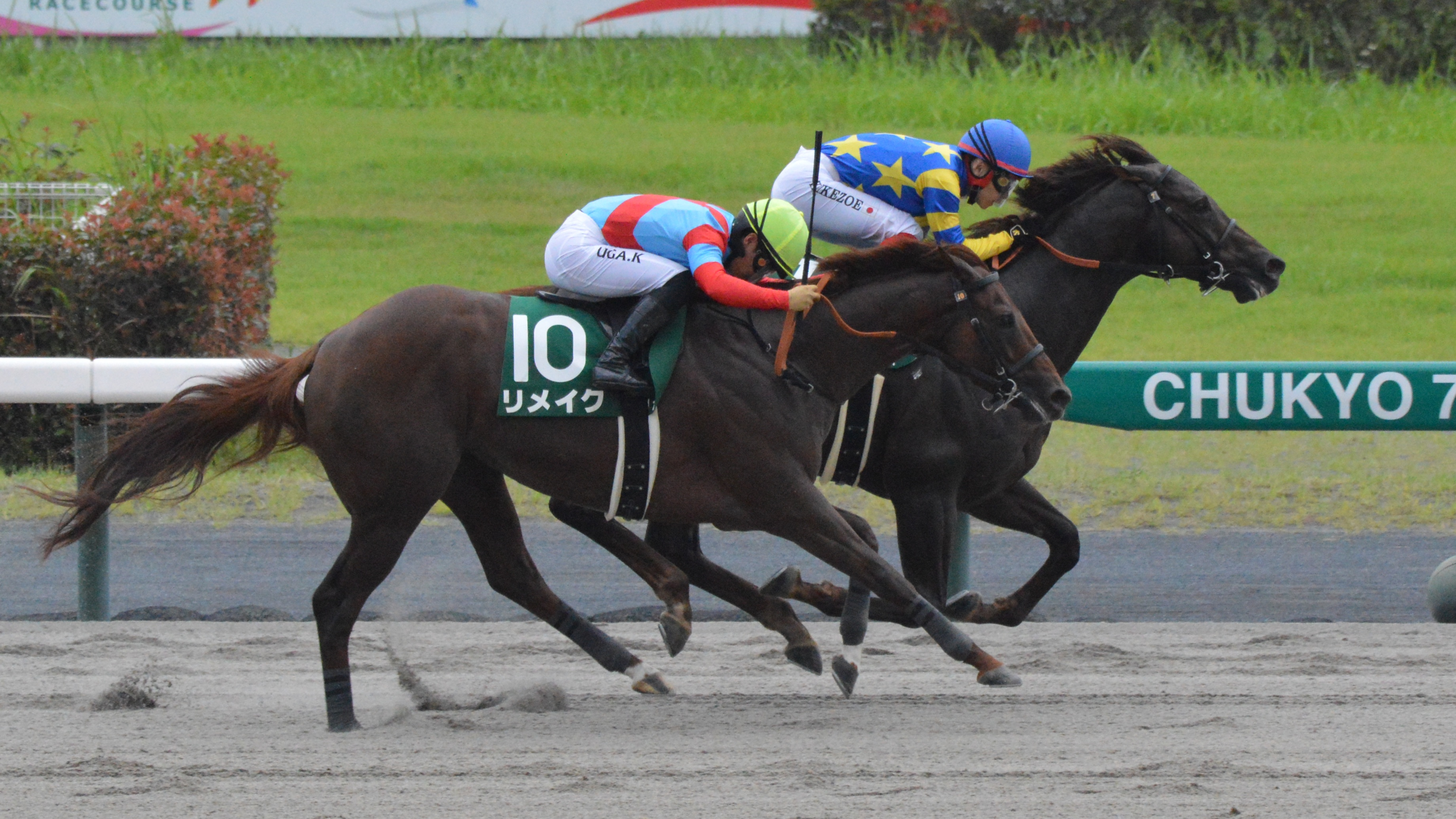
第28回プロキオンステークス（2023年7月9日）
優勝馬：ドンフランキー（画像奥）

1996年に中央競馬のダート重賞路線整備の一環として、5歳（現4歳）以上の馬による重賞競走として新設され、阪神競馬場のダート1400mで第1回が施行された。
1999年までは桜花賞の翌週に行われていたが、2000年から夏季開催に移行。あわせて、出走資格も4歳（現3歳）以上に変更された。創設当初より外国産馬の出走が認められているほか、中央競馬指定交流競走として地方競馬所属馬も出走が可能。2005年からは国際競走に指定され、外国馬も出走可能になった。
2012年の番組改定に伴い、施行場を中京競馬場のダート1400mに変更した。またこの年のみ、東海テレビ放送から優勝杯の提供を受け「東海テレビ杯 プロキオンステークス」の競走名で施行された。2025年より開催時期を1月に移行し、格付けもGII、距離もダート1800mにそれぞれ変更し、1着馬にはフェブラリーステークスの優先出走権が与えられる（実際は2024年まで行われた東海ステークスとの入れ替えである）。

### 競走条件
以下の内容は、2025年現在のもの。
出走資格：サラ系4歳以上
- JRA所属馬（未勝利馬と未出走馬を除く）
- 地方競馬所属馬（4頭まで）
- 外国調教馬（優先出走）

負担重量：別定
- 4歳56kg、5歳以上57kg、牝馬2kg減
  - 2024年1月20日以降のGI競走（牝馬限定競走を除く）1着馬2kg増、牝馬限定GI競走またはGII競走（牝馬限定競走を除く）1着馬1kg増
  - 2024年1月19日以前のGI競走（牝馬限定競走を除く）1着馬1kg増
  - （ただし2歳時の成績を除く）

### 賞金
2025年の1着賞金は5500万円で、以下2着2200万円、3着1400万円、4着830万円、5着550万円。

## 歴史
- 1996年 - 5歳以上の馬による重賞競走として新設（創設当初の地方競馬所属馬の出走枠は5頭まで）、阪神競馬場のダート1400mで施行。
- 1997年 - 負担重量をグレード別定に変更。
- 2000年
  - 施行時期を4月から6月に変更。
  - 出走資格を「4歳以上」に変更。
- 2001年 - 馬齢表示の国際基準への変更に伴い、出走資格を「3歳以上」に変更。
- 2005年
  - 国際競走に変更され、外国調教馬が4頭まで出走可能となる。
  - 地方競馬所属馬の出走枠が4頭に縮小。
- 2007年 - 日本のパートI国昇格に伴い、外国調教馬の出走枠が8頭に拡大。
- 2010年 - サマージョッキーズシリーズの対象競走に指定（2013年まで）。
- 2012年 
  - 施行場を中京競馬場に変更。
  - 当年のみ東海テレビ放送から優勝杯の提供を受け「東海テレビ杯 プロキオンステークス」の競走名で施行。
- 2020年 
  - 京都競馬場の改修工事等の関連で阪神競馬場で施行。
  - COVID-19の流行により「無観客競馬」として開催。
- 2021年 - 京都競馬場の改修工事に伴う開催日割の変更のため小倉競馬場ダート1700mで施行（2022年も同様）[6]。
- 2024年 
  - 阪神競馬場のスタンドリフレッシュ工事に伴う開催日割の変更のため小倉競馬場ダート1700mで施行[7]。
  - 「JRA70周年記念競走」の副称をつけて施行[8]。
- 2025年
  - GIIに昇格。
  - 施行時期を1月に、施行距離をダート1800mに、また出走条件を4歳以上にそれぞれ変更（実質は東海ステークスと施行時期の入れ替えである）。これによりフェブラリーステークスの前哨戦として行われる。
- 2026年 - 施行場を京都競馬場に変更予定。

### 歴代優勝馬
優勝馬の馬齢は、2000年以前も現行表記に揃えている。
コース種別を記載していない距離は、ダートコースを表す。
| 回数   | 施行日        | 競馬場 | 距離  | 優勝馬             | 性齢 | タイム | 優勝騎手   | 管理調教師 | 馬主                         |
| ------ | ------------- | ------ | ----- | ------------------ | ---- | ------ | ---------- | ---------- | ---------------------------- |
| 第1回  | 1996年4月13日 | 阪神   | 1400m | ナムラコクオー     | 牡5  | 1:23.6 | 上村洋行   | 野村彰彦   | 奈村信重                     |
| 第2回  | 1997年4月12日 | 阪神   | 1400m | バトルライン       | 牡4  | 1:22.9 | 武豊       | 松田博資   | （有）社台レースホース       |
| 第3回  | 1998年4月18日 | 阪神   | 1400m | テンパイ           | 牡5  | 1:22.7 | 横山典弘   | 福島信晴   | 粟田恵美子                   |
| 第4回  | 1999年4月17日 | 阪神   | 1400m | タヤスケーポイント | 牡4  | 1:23.2 | 加藤和宏   | 田所清広   | 中村篤                       |
| 第5回  | 2000年6月18日 | 阪神   | 1400m | ゴールドティアラ   | 牝4  | 1:21.9 | 武豊       | 松田国英   | 吉田和子                     |
| 第6回  | 2001年6月17日 | 阪神   | 1400m | ブロードアピール   | 牝7  | 1:22.9 | K.デザーモ | 松田国英   | 金子真人                     |
| 第7回  | 2002年6月16日 | 阪神   | 1400m | スターリングローズ | 牡5  | 1:22.9 | 福永祐一   | 北橋修二   | （株）協栄                   |
| 第8回  | 2003年6月22日 | 阪神   | 1400m | スターリングローズ | 牡6  | 1:23.0 | 福永祐一   | 北橋修二   | （株）協栄                   |
| 第9回  | 2004年6月20日 | 阪神   | 1400m | ニホンピロサート   | 牡6  | 1:22.3 | 小牧太     | 目野哲也   | 小林百太郎                   |
| 第10回 | 2005年6月19日 | 阪神   | 1400m | ブルーコンコルド   | 牡5  | 1:21.9 | 幸英明     | 服部利之   | （株）荻伏レーシング・クラブ |
| 第11回 | 2006年7月9日  | 京都   | 1400m | メイショウバトラー | 牝6  | 1:22.0 | 佐藤哲三   | 高橋成忠   | 松本好雄                     |
| 第12回 | 2007年7月8日  | 阪神   | 1400m | ワイルドワンダー   | 牡5  | 1:22.7 | 蛯名正義   | 久保田貴士 | 草間庸文                     |
| 第13回 | 2008年7月13日 | 阪神   | 1400m | ヴァンクルタテヤマ | 牡6  | 1:22.0 | 赤木高太郎 | 安田伊佐夫 | 辻幸雄                       |
| 第14回 | 2009年7月12日 | 阪神   | 1400m | ランザローテ       | 牡6  | 1:22.7 | 武豊       | 池江泰寿   | （有）キャロットファーム     |
| 第15回 | 2010年7月11日 | 阪神   | 1400m | ケイアイガーベラ   | 牝4  | 1:21.8 | 岩田康誠   | 平田修     | （株）啓愛義肢材料販売所     |
| 第16回 | 2011年7月10日 | 京都   | 1400m | シルクフォーチュン | 牡5  | 1:22.1 | 藤岡康太   | 藤沢則雄   | （有）シルク                 |
| 第17回 | 2012年7月8日  | 中京   | 1400m | トシキャンディ     | 牝6  | 1:22.6 | 酒井学     | 天間昭一   | 上村叶                       |
| 第18回 | 2013年7月7日  | 中京   | 1400m | アドマイヤロイヤル | 牡6  | 1:21.9 | 四位洋文   | 橋田満     | 近藤利一                     |
| 第19回 | 2014年7月13日 | 中京   | 1400m | ベストウォーリア   | 牡4  | 1:22.6 | 戸崎圭太   | 石坂正     | 馬場幸夫                     |
| 第20回 | 2015年7月12日 | 中京   | 1400m | ベストウォーリア   | 牡5  | 1:22.5 | 福永祐一   | 石坂正     | 馬場幸夫                     |
| 第21回 | 2016年7月10日 | 中京   | 1400m | ノボバカラ         | 牡4  | 1:22.1 | M.デムーロ | 天間昭一   | （株）LS.M                   |
| 第22回 | 2017年7月9日  | 中京   | 1400m | キングズガード     | 牡6  | 1:22.9 | 藤岡佑介   | 寺島良     | （有）日進牧場               |
| 第23回 | 2018年7月8日  | 中京   | 1400m | マテラスカイ       | 牡4  | 1:20.3 | 武豊       | 森秀行     | 大野剛嗣                     |
| 第24回 | 2019年7月7日  | 中京   | 1400m | アルクトス         | 牡4  | 1:21.2 | 田辺裕信   | 栗田徹     | 山口功一郎                   |
| 第25回 | 2020年7月12日 | 阪神   | 1400m | サンライズノヴァ   | 牡6  | 1:21.8 | 松若風馬   | 音無秀孝   | 松岡隆雄                     |
| 第26回 | 2021年7月11日 | 小倉   | 1700m | メイショウカズサ   | 牡4  | 1:40.9 | 松山弘平   | 安達昭夫   | 松本好雄                     |
| 第27回 | 2022年7月10日 | 小倉   | 1700m | ゲンパチルシファー | 牡6  | 1:43.7 | 川田将雅   | 佐々木晶三 | 平野武志                     |
| 第28回 | 2023年7月9日  | 中京   | 1400m | ドンフランキー     | 牡4  | 1:23.0 | 池添謙一   | 斉藤崇史   | 早野誠                       |
| 第29回 | 2024年7月7日  | 小倉   | 1700m | ヤマニンウルス     | 牡4  | 1:42.7 | 武豊       | 斉藤崇史   | 土井肇                       |
| 第30回 | 2025年1月26日 | 中京   | 1800m | サンデーファンデー | 牡5  | 1:50.6 | 鮫島克駿   | 音無秀孝   | （株）吉澤ホールディングス   |

第26回優勝馬メイショウカズサが記録したタイム1:40.9はダート1700m3歳以上のJRAレコードタイでもある

## 同名の競走
重賞競走の創設以前にも、同名の特別競走が行われていた。なお、JRAではこれらの競走を前身としていない。

### 優勝馬
| 施行日        | 競馬場 | 距離  | 条件     | 優勝馬           | 性齢 | タイム | 優勝騎手   | 管理調教師 | 馬主     |
| ------------- | ------ | ----- | -------- | ---------------- | ---- | ------ | ---------- | ---------- | -------- |
| 1991年3月16日 | 中京   | 1700m | オープン | ストロングパワー | 牡4  | 1:43.9 | 小島貞博   | 鶴留明雄   | 谷川牧場 |
| 1994年2月26日 | 中京   | 1700m | オープン | ヤグライーガー   | 牡4  | 1:47.8 | 武豊       | 中尾謙太郎 | 矢倉敏夫 |
| 1995年3月25日 | 京都   | 1200m | オープン | マルタカトウコウ | 牡5  | 1:10.2 | 田面木博公 | 吉永正人   | 高橋義和 |

#### 各回競走結果の出典
- 『競馬成績公報』日本中央競馬会・刊
  - （2025年）“第1回 中京競馬 第9日” (PDF). p. 6. 2025年1月27日閲覧。（索引番号：01107）
  - （2024年）“第3回 小倉競馬 第4日” (PDF). p. 6. 2024年7月21日閲覧。（索引番号：19047）
  - （2023年）“第3回 中京競馬 第4日” (PDF). p. 6. 2024年7月21日閲覧。（索引番号：19047）
  - （2022年）“第3回 小倉競馬 第4日” (PDF). p. 6. 2024年7月21日閲覧。（索引番号：19047）
  - （2021年）“第3回 小倉競馬 第4日” (PDF). p. 6. 2022年7月6日閲覧。（索引番号：19047）
  - （2020年）“第4回 阪神競馬 第4日” (PDF). p. 6. 2022年7月6日閲覧。（索引番号：18047）
  - （2019年）“第3回 中京競馬 第4日” (PDF). p. 6. 2022年7月6日閲覧。（索引番号：19047）
  - （2018年）“第3回 中京競馬 第4日” (PDF). p. 6. 2022年7月6日閲覧。（索引番号：19047）
  - （2017年）“第3回 中京競馬 第4日” (PDF). p. 6. 2022年7月6日閲覧。（索引番号：19047）
  - （2016年）“第3回 中京競馬 第4日” (PDF). p. 6. 2022年7月6日閲覧。（索引番号：19047）
  - （2015年）“第3回 中京競馬 第4日” (PDF). p. 6. 2015年7月14日閲覧。（索引番号：19047）
  - （2014年）“第3回 中京競馬 第4日” (PDF). p. 6. 2015年7月14日閲覧。（索引番号：19047）
  - （2013年）“第3回 中京競馬 第4日” (PDF). p. 6. 2015年7月14日閲覧。（索引番号：19047）
  - （2012年）“第2回 中京競馬 第4日” (PDF). p. 6. 2015年7月14日閲覧。（索引番号：18047）
  - （2011年）“第4回 京都競馬 第4日” (PDF). p. 6. 2015年7月14日閲覧。（索引番号：20047）
  - （2010年）“第3回 阪神競馬成績集計表” (PDF). pp. 1968-1969. 2015年7月14日閲覧。（索引番号：17094）
  - （2009年）“第3回 阪神競馬成績集計表” (PDF). pp. 2014-2015. 2015年7月14日閲覧。（索引番号：18094）
  - （2008年）“第3回 阪神競馬成績集計表” (PDF). pp. 1990-1991. 2015年7月14日閲覧。（索引番号：17094）
  - （2007年）“第3回 阪神競馬成績集計表” (PDF). pp. 1946-1947. 2015年7月14日閲覧。（索引番号：17095）
  - （2006年）“第4回 京都競馬成績集計表” (PDF). pp. 1983-1984. 2015年7月14日閲覧。（索引番号：17095）
  - （2005年）“第3回 阪神競馬成績集計表” (PDF). pp. 1903-1904. 2015年7月14日閲覧。（索引番号：17023）
  - （2004年）“第3回 阪神競馬成績集計表” (PDF). pp. 1903-1904. 2015年7月14日閲覧。（索引番号：17023）
  - （2003年）“第3回 阪神競馬成績集計表” (PDF). pp. 1893-1894. 2015年7月14日閲覧。（索引番号：17023）
  - （2002年）“第3回 阪神競馬成績集計表” (PDF). pp. 1744-1745. 2015年7月14日閲覧。（索引番号：16023）
- netkeiba.comより（最終閲覧日：2025年1月27日）
  - プロキオンステークス（オープン）
    - 1991年、1994年、1995年

  - プロキオンステークス（GIII）
    - 1996年、1997年、1998年、1999年、2000年、2001年、2002年、2003年、2004年、2005年、2006年、2007年、2008年、2009年、2010年、2011年、2012年、2013年、2014年、2015年、2016年、2017年、2018年、2019年、2020年、2021年、2022年、2023年、2024年

  - プロキオンステークス（GII）
    - 2025年